# Église Saint-Christophe de Ronnet
L'église Saint-Christophe est une église située sur la commune de Ronnet, dans le département de l'Allier, en France.

## Historique
L'édifice est inscrit au titre des monuments historiques par arrêté du 17 septembre 1969.